# هوارد نيلسون
هوارد نيلسون (بالإنجليزية: Howard Nelson)‏ هو ممثل بريطاني، ولد في 1934، وتوفي في 2007.

## وصلات خارجية
- هوارد نيلسون على موقع IMDb (الإنجليزية)
- هوارد نيلسون على موقع قاعدة بيانات الفيلم (الإنجليزية)